# 渋川景佑
渋川 景佑（しぶかわ かげすけ、天明7年10月15日（1787年11月24日） - 安政3年6月20日（1856年7月21日）は、江戸時代後期の天文学者で、江戸幕府天文方。幼名は善助。通称助左衛門。号は滄州・三角堂。高橋至時の次男で、天文方の渋川正陽の養子となった。同じく天文方の高橋景保の弟。子に渋川敬直（六蔵）、佑賢がいる。日本最後の太陽太陰暦である天保暦の作成者として知られている。

## 経歴
大坂定番井上筑後守組同心であった高橋至時の次男として大坂に生まれる。寛政7年（1795年）、父が天文方に召しだされて江戸に出た後も兄の景保と共に大坂にいたが、2年後に兄と共に江戸に出た。父の元で天文暦学を学び、父の死の翌年である文化2年（1805年）に伊能忠敬に従って東海地方・紀伊半島・中国地方の測量に従事した。
文化5年（1808年）8月、天文方であった渋川正陽の養子に迎えられ、翌年養父の隠居によって23歳で天文方に任じられた。渋川家は初代の天文方であった渋川春海以来の家柄であったが、春海の嫡男昔尹以来、当主の早世と養子縁組が相次いだために春海以来の学術は途絶え、名目のみの天文方の地位を代々引き継ぐだけの家となっていた。それを挽回するために高橋家からの養子を迎えたのであった。
文政元年（1818年）より兄と共に父・至時がやり残していたジェローム・ラランドの『ラランデ暦書』の翻訳事業にあたっていた。ところが、シーボルト事件によって兄が捕らえられて獄死してしまう。景佑は縁座を免れたが、その後の彼の活動に大きな影響を与えることになった。その後も足立信頭の協力を得て『ラランデ暦書』の翻訳を続け、天保7年（1836年）に『新巧暦書』40冊・『新修五星法』10冊を完成させて幕府に提出した。
天保9年（1838年）に幕府より天文観測記録を作成するように命じられ、合わせて父が現行の寛政暦を作成したものの、同暦の規則を記した暦書を完成させる前に没したために暦の理論が不明になっているとしてその作成を命じられた。天保10年（1839年）には鉄炮箪笥奉行格に任じられる。天保12年（1841年）に『新巧暦書』を元にした改暦を命じられる。天保13年（1842年）、九段坂上に新たな天文台の用地を与えられ、京都での改暦のための観測旅行後、九段に観測所を設置して天体観測にあたり、後に『霊験候簿』としてまとめられた。『霊験候簿』は200巻に及び、日月五星の位置を観測した記録が記載されている。現在は内閣府に収蔵されている。
同年、景佑が中心となって作成した新しい暦である天保暦が完成、2年後の天保15年（弘化元年・1844年）に改暦が行われると共に、幕府からは寛政暦の暦書と平行して天保暦の暦書の作成が命じられた。また同年、寛政暦の暦書である『寛政暦書』35巻が完成（後に続編5巻を追加）、嘉永2年（1852年）には山路諧孝と共に天保暦の暦書である『新法暦書』を完成させた。また、安政元年（1854年）にはイギリスの航海暦を元にして日本最初の太陽暦暦書である『万国普通暦』を編纂した。
景佑は江戸時代の天文学者の中でもっとも多くの著述を残し、最も優れた理論家の一人であった。また、古くから伝来した天文暦学に関する史料は零細な草稿・下書きまでを整理し、自己のものも同様にした。その他の著作には測量学についての『遠見町見手引書』（弘化4年（1847年））、古い時制について論じた『壷漏説』、蝦夷地の測量記録である『蝦夷地経緯度及び実測蝦夷沿海地図』、『新修彗星法』、『三統暦管見』、『明時館叢書』など数多い。また、実父・高橋至時と盟友間重富の間の往復書簡集『星学手簡』や、渋川家の家譜である『渋川氏先祖書』をまとめたのも景佑であった。さらに『新法暦書』および同続編の中で、吉雄権之助の『玄真新書』および『ラランデ暦書』に書かれた引力などの天体力学の知識を十分理解した上で理論付けている。
一方で、天文方の既得の立場や政治的に関わりそうな問題には忌避を示す傾向が強く、ミシェル・ブノワの地動説解説を引用しながら、「直鎔西洋之数理 容諸皇朝之型模」（元は中国・明の徐光啓の言）を引用して、地動説や太陽暦を容認せず、西洋の科学観や暦法観の根本的な受容には強く反対している。この態度は書物奉行で水野忠邦の側近であった嫡男の敬直（六蔵）にも引き継がれ、天文方以外の蘭学禁止を忠邦や鳥居耀蔵に進言している。
天保の改革失敗後の弘化2年（1845年）、敬直は罪に問われて配流されたために、やむなくこれを廃嫡する（6年後に父に先立ち配流先で死去する）。さらに嘉永5年（1853年）の黒船来航を機に、幕府は開国を余儀なくされ、幕府・諸藩ともに積極的に蘭学などの洋学を導入し、天文方による蘭学独占策は呆気無く崩壊した。そのような状況下で景佑は病死した。『天文台代々記』には安政4年（1857年）3月29日に隠居を許されたと記されているが、菩提寺である東海寺の墓碑・過去帳ともに没年月日は安政3年（1856年）6月20日とされており、相続の際に何らかの事情で喪を秘して隠居願を出したものと考えられている。法名は大機院仁翁滄州大居士。
天文方は次男の佑賢が継いだが、安政4年に急死し、敬直の息子敬典が跡を継いだ。敬典と山路彰常を最後に、天文方は廃止された。

## 系譜
- 父：高橋至時
- 母：志勉（しめ） - 永田元左衛門清賢の娘
- 養父：渋川正陽
- 妻：不詳
- 子女
  - 嫡男：渋川敬直
  - 次男：渋川佑賢